# EX Ceti
EX Ceti (EX Cet) es una estrella de magnitud aparente +7,66 encuadrada en la constelación de Cetus.
Se encuentra, de acuerdo a la nueva reducción de los datos de paralaje de Hipparcos, a 78 años luz de distancia del sistema solar.
Forma parte de la Asociación estelar de Hércules-Lyra, a la que también pertenecen, entre otras, υ Aquarii y HN Pegasi.

## Características
EX Ceti es una enana amarilla de tipo espectral G5V, algo más fría y tenue que nuestro Sol, y de parecidas características a las de 61 Virginis o LW Comae Berenices.
Tiene una temperatura efectiva de 5303 ± 42 K y su luminosidad bolométrica equivale al 44% de la luminosidad solar.
De menor tamaño que el Sol, su radio corresponde al 80% del radio solar, girando sobre sí misma con una velocidad de rotación proyectada de 2 km/s.
Con una masa un 14% inferior a la del Sol, no existe un claro consenso en cuanto a su antigüedad.
Por su pertenencia a la Asociación estelar Hércules-Lyra, se ha estimado su edad en 200 millones de años, pero otro estudio reduce esta cifra hasta los 40,7 millones de años.
EX Ceti evidencia un contenido metálico igual al solar, siendo su índice de metalicidad [Fe/H] = 0,00.
Aunque muestra cierto empobrecimiento en sodio y níquel ([Ni/H] = -0,21), su contenido relativo de azufre duplica el existente en el Sol.

## Variabilidad
EX Ceti es una variable BY Draconis, siendo la amplitud de su variación de 0,02 magnitudes.
En estas variables —entre las que se cuentan las también enanas amarillas ξ Bootis A o LW Comae Berenices— las variaciones de luminosidad se deben a la existencia de manchas en la superficie estelar u otro tipo de actividad cromosférica.
El período de estas variables está relacionado con la rotación estelar, siendo de 7,15 días en el caso de EX Ceti.